# 팔레스타인 국민주의
팔레스타인 국민주의(영어: Palestinian nationalism)는 팔레스타인인의 자결과 주권을 위한 국민주의 운동이다. 1948년 이스라엘 건국 과정에서 강제 추방된 팔레스타인인 중심으로 형성되기 시작했으며, 팔레스타인 해방 기구의 성립으로 공식화되었다.  오늘날 팔레스타인 국민주의자들은 이스라엘의 팔레스타인 영토 점령을 강력히 거부하며, 이스라엘-팔레스타인 분쟁에서 팔레스타인인의 단일 국가 방안을 추구한다. 